# Robert Heilbroner
Robert Louis Heilbroner (New York, 24 maart 1919 – New York, 4 januari 2005) was een Amerikaans econoom.

## Loopbaan
Robert Heilbroner, die opgroeide in een Joodse familie in New York, studeerde af aan de beroemde Harvard-universiteit. Tijdens de Tweede Wereldoorlog diende hij in het Amerikaanse leger.
Hij schreef een twintigtal boeken waaronder zijn bekendste, The Worldly Philosophers uit 1953; dit betreft een biografisch overzicht van diverse beroemde economen plus hun belang voor de economische discipline. In het Nederlands werd zijn boek uitgebracht onder de titel "De filosofen van het dagelijks brood".
Na in 1963 te zijn gepromoveerd bekleedde hij voor ongeveer de periode van een halve eeuw het ambt van professor.

## The Worldly Philosophers
Dit boek was eigenlijk zijn doctoraalscriptie. Van dit werk zijn bijna vier miljoen exemplaren verkocht en daarmee is dit het op een na best verkochte economieboek aller tijden. De zevende druk uit 1999 bevat een nieuw eindhoofdstuk waarin zowel een grimmige kijk op de huidige staat van de economie wordt weergegeven alsook een hoopvolle visie voor een 'herboren wereldwijde filosofie' die bepaalde sociale aspecten van het kapitalisme in zich herbergt.
- Biblioteca Nacional de España: XX841446
- Bibliothèque nationale de France: cb119071344 (data)
- Catàleg d'autoritats de noms i títols de Catalunya: 981058515702506706
- Gemeinsame Normdatei: 118984071
- International Standard Name Identifier: 0000 0001 0906 8923
- Library of Congress Control Number: n79054171
- Nationale Bibliotheek van Letland: 000009946
- MusicBrainz: 0de3482e-dd17-4a94-ac1c-e10e3632a91b
- Mathematics Genealogy Project: 214835
- Nationale Bibliotheek van Tsjechië: vse2007387445
- Nationale Bibliotheek van Israël: 987007279163205171
- Nederlandse Thesaurus van Auteursnamen: 071289755
- Istituto Centrale per il Catalogo Unico: LO1V007158
- LIBRIS: 60030
- SNAC: w6w68ns5
- Système universitaire de documentation: 03543239X
- Virtual International Authority File: 61546900
- WorldCat: E39PBJhX83gGJyVPyCPMmWyWXd